# Jakub Bednaruk
Jakub Bednaruk est un joueur polonais de volley-ball, né le 9 septembre 1976 à Andrychów (voïvodie de Petite-Pologne). Il mesure 1,88 m et joue passeur.

## Clubs
| Club                   | Pays    | De        | À         |
| ---------------------- | ------- | --------- | --------- |
| Czarni Radom           | Pologne | 2000-2001 | 2000-2001 |
| Skra Bełchatów         | Pologne | 2001-2002 | 2001-2002 |
| BKS Stal Bielsko-Biała | Pologne | 2002-2003 | 2002-2003 |
| CWKS Legia Varsovie    | Pologne | 2003-2004 | 2004-2005 |
| Jastrzębski Węgiel     | Pologne | 2005-2006 | 2006-2007 |
| Itas Diatec Trente     | Italie  | 2007-2008 | …         |

## Palmarès
- Championnat d'Italie (1)
  - Vainqueur : 2008.
- Championnat de Pologne (1)
  - Vainqueur : 1999.
  - Finaliste : 2006, 2007.